# Young King OURs
Young King OURs (ヤングキングアワーズ?, Yangu Kingu Awāzu) è una rivista giapponese di manga per un pubblico seinen pubblicata da Shōnen Gahōsha. La sua rivista sorella è la Young King.

## Mangaka e manga pubblicati suYoung King OURs
- Kōta Hirano
  - Hellsing
  - Hellsing: The Dawn
- Akihiro Itou
  - Geobreeders
- Gaku Miyao
  - Kazan
- Yasuhiro Nightow
  - Trigun Maximum
- Koshi Rikdo
  - Excel Saga
- Masahiro Shibata
  - Sarai
- Satoshi Shiki
  - Hikari to Mizu no Dafne
- Toshimitsu Shimizu
  - Maico 2010
  - Kure-nai
- Hiroki Ukawa
  - Asagiri no Miko
- Shutaro Yamada
  - Loan Wolf
- Daisuke Moriyama
  - World Embryo
- Masakazu Ishiguro
  - Eppur... la città si muove!
- Satoshi Mizukami
  - Samidare - Lucifer & Biscuit Hammer
  - Spirit Circle